# Porpra
El porpra o púrpura és un color entre el vermell i el blau. De fet, designa una gamma completa de colors, incloent-hi el lila i el violeta, que són noms molt més usats per a referir-se a aquest color. Comprèn les longituds d'ona situades entre els 380 nm i els 430 nm.
Una mostra del color porpra:

## Nom
El nom originari prové de la porpra, un tint que tenia variacions cromàtiques segons la preparació. Més endavant va ser utilitzat per referir-se a les teles valuoses tenyides amb tints preuats. Quan es reafirma com a terme cromàtic dins de les llengües modernes, canvia segons les distintes tradicions locals. Així, per exemple, en anglès és un terme que s'usa com a sinònim de magenta, amb una tonalitat propera a l'ametista, mentre que en altres idiomes com l'alemany és un terme que s'apropa més a una tonalitat vermella una mica blavosa, com el carmí.

## Etimologia i història

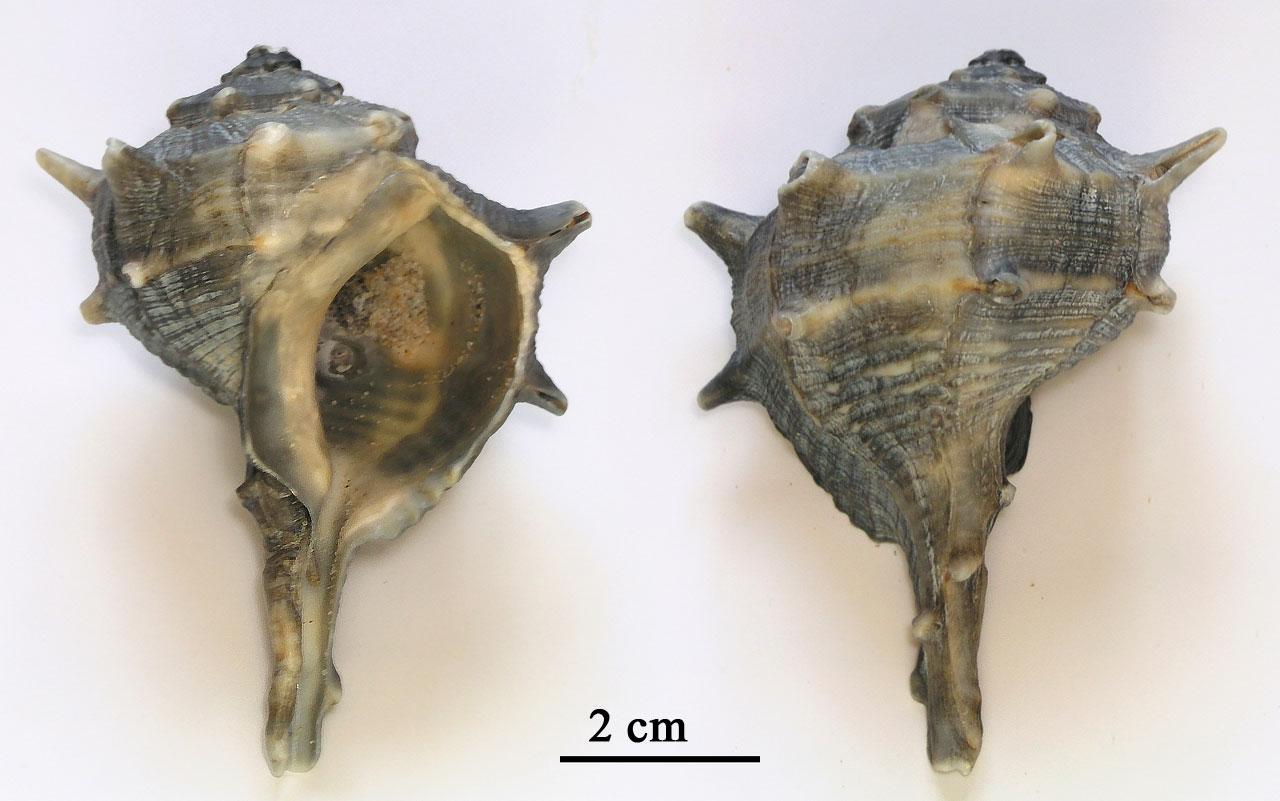
Murex brandaris és una de les espècies de mol·lusc de les quals s'obtenia el tint porpra

La paraula porpra prové del llatí purpŭra, i aquesta del grec πορφύρα (porphyra), nom que usaven els fenicis per denominar el tint que extreien de la glàndula hipobranquial de dues espècies de petits mol·luscs del gènere Murex, Murex brandaris (Haustellum brandaris) i Murex trunculus (Hexaplex trunculus). Aquest tint podia tenir diversos matisos de color segons la mena de mol·lusc de què s'aconseguia o bé de la tècnica que s'utilitzava per a tenyir la tela. D'aquesta manera s'arribava a obtenir una gran varietat de tonalitats porpra que es coneixien amb diferents noms: la de Tir tenia, segons Plini, el color de la sang coagulada; la d'ametista, el d'aquest pedra, etc. Amb Murex brandaris s'aconseguia un color violat vermellós fosc i amb Murex trunculus un color violat més blavós. El suc resultant de l'extracció era de color groguenc que es tornava verd, vermell i finalment violat amb la llum del sol. Aquest matís cromàtic no es decolorava, i això va fer que es convertís en símbol d'eternitat.
Els fenicis van començar a tenyir amb porpra cap a l'any 1500 aC, després els grecs i els romans durant molts segles van compartir el comerç d'aquest preuat tint. Aconseguien un líquid molt valuós perquè es necessitaven nou mil d'aquests mol·luscs per a obtenir aproximadament un gram de porpra. El preu era el seu pes en or, és per això que el producte s'associà al poder social i econòmic: emperadors, militars, senadors, reis, cardenals i prínceps han lluït aquest color com a distinció. La ciutat de Tir al sud del Líban es convertí en el centre de producció d'aquest tint, anomenat porpra de Tir.
En l'antiga Roma el color porpra a la roba era un signe d'autoritat i poder. En la Roma republicana els senadors, cònsols i pretors portaven unes tires de color porpra col·locades a la part davantera de la toga. Els generals victoriosos lluïen túniques de porpra i or. En la Roma imperial, en canvi, l'ús d'aquest color es limità solament als emperadors i la seva descendència, i hom castigava amb pena de mort si algú altre portava roba tenyida de color porpra, bé fos veritable o una imitació.

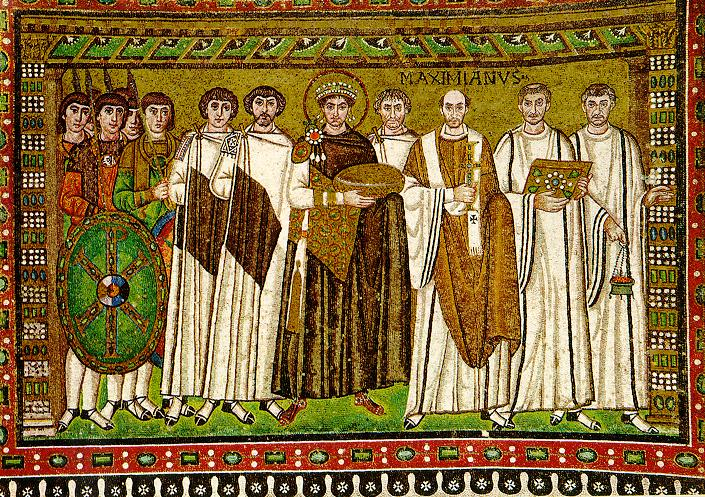
Mosaic de Justinià I a San Vitale de Ravenna

Una de les representacions més antigues de la vestimenta de color porpra és a l'església de Sant Vital de Ravenna, on hi ha els mosaics de Justinià. Datats entre els anys 546 i 548, representen la cerimònia de consagració de l'església i hi apareixen l'emperador Justinià i la seva esposa Teodora lluint túniques de color porpra.
Amb la caiguda de Constantinoble a mans del turcs l'any 1453 se'n va perdre el secret de la fabricació i el seu comerç va desaparèixer. A partir de llavors el tint més preuat va ser el porpra vermell o carmesí, que s'obtenia d'un insecte anomenat quermes.
El porpra en l'edat mitjana ja no designava un tint sinó que començà a aplicar-se a qualsevol tela de qualitat tenyida amb un tint valuós de qualsevol color.
A l'Exposició Universal de Londres de l'any 1862 el químic britànic William Henry Perkin presentà un tint sintètic obtingut a partir de la dissolució del sulfat de l'anilina, un derivat del quitrà d'hulla. El producte resultant conté el colorant per a produir el color porpra i malva. La comercialització d'aquest tint fou un èxit a l'època i Perkin ho aprofità per a començar-ne la producció a gran escala.

## Usos i connotacions del porpra
- Igual que el roig o vermell, simbolitzava el poder i la reialesa.
- Va ser el color dels cardenals, com a representació del poder eclesiàstic, fins a la desaparició de l'autèntica porpra de Tir. Pau III canvià el color de la roba cardenalícia pel color carmesí.
- El capellà es posa una estola porpra a l'Advent, la quaresma i en determinats funerals com a símbol de penediment i reflexió.
- Està associat al feminisme o a vegades al lesbianisme, sobretot quan es porta en llaços enganxats a la roba.
- L'anarcofeminisme es representa amb una bandera porpra i negra.
- Els herois portaven porpra per significar coratge.
- A l'Orient Mitjà és el color de la saviesa, ja que així era la roba dels consellers i sacerdots.
- És el color de la igualtat i la moderació (sembla que té un origen polític, perquè el vermell s'associa als partits d'esquerra i el blau als de dreta).
- L'efod és una vestidura sacerdotal que apareix en l'Antic Testament. En l'Èxode (capítol 28, 4-6) Déu mana a Moisès que confeccionin les vestidures que portaran Aaró i els seus fills quan oficiïn com a sacerdots seus. L'efod serà de llana tenyida de porpra vermella i violeta i d'escarlata.
- En l'Apocalipsi (capítols 17 i 18) el personatge de Babilònia la gran porta un vestit de porpra i escarlata. Una de les possibles interpretacions és que aquest personatge representi la Roma pagana.
- En el Nou Testament, en l'Evangeli segons Sant Joan (capítol 19:2), es narra com fent burla a Crist van vestir-lo amb una manta de color porpra i una corona d'espines per proclamar-lo rei.
- Als camps de concentració de l'Alemanya Nazi s'identificava els presos que eren testimonis de Jehovà amb un triangle porpra invertit.
- La granota porpra (Nasikabatrachus sahyadrensis) és una espècie d'amfibi anur, descobert l'any 2003 a les Ghats Occidentals de l'Índia, que presenta una pigmentació violeta.
- Orchis purpurea és una espècie d'orquídia que es troba a la Mediterrània i al nord-oest d'Àfrica. El color de la flor varia del blanc, al rosa i al porpra.
- La purpurita és un mineral de la classe dels fosfats que presenta un color entre porpra i violeta fosc.
- El Cor Porpra és una condecoració de les Forces Armades dels Estats Units d'Amèrica.
- En l'estat d'Oaxaca de Mèxic els indígenes encara es tenyeixen les teles de color porpra amb un mol·lusc de la família Muricacea anomenat Plicopurpura pansa.

## Galeria fotogràfica

Anarcofeminisme
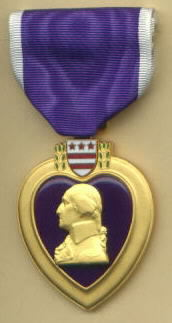
Cor Porpra
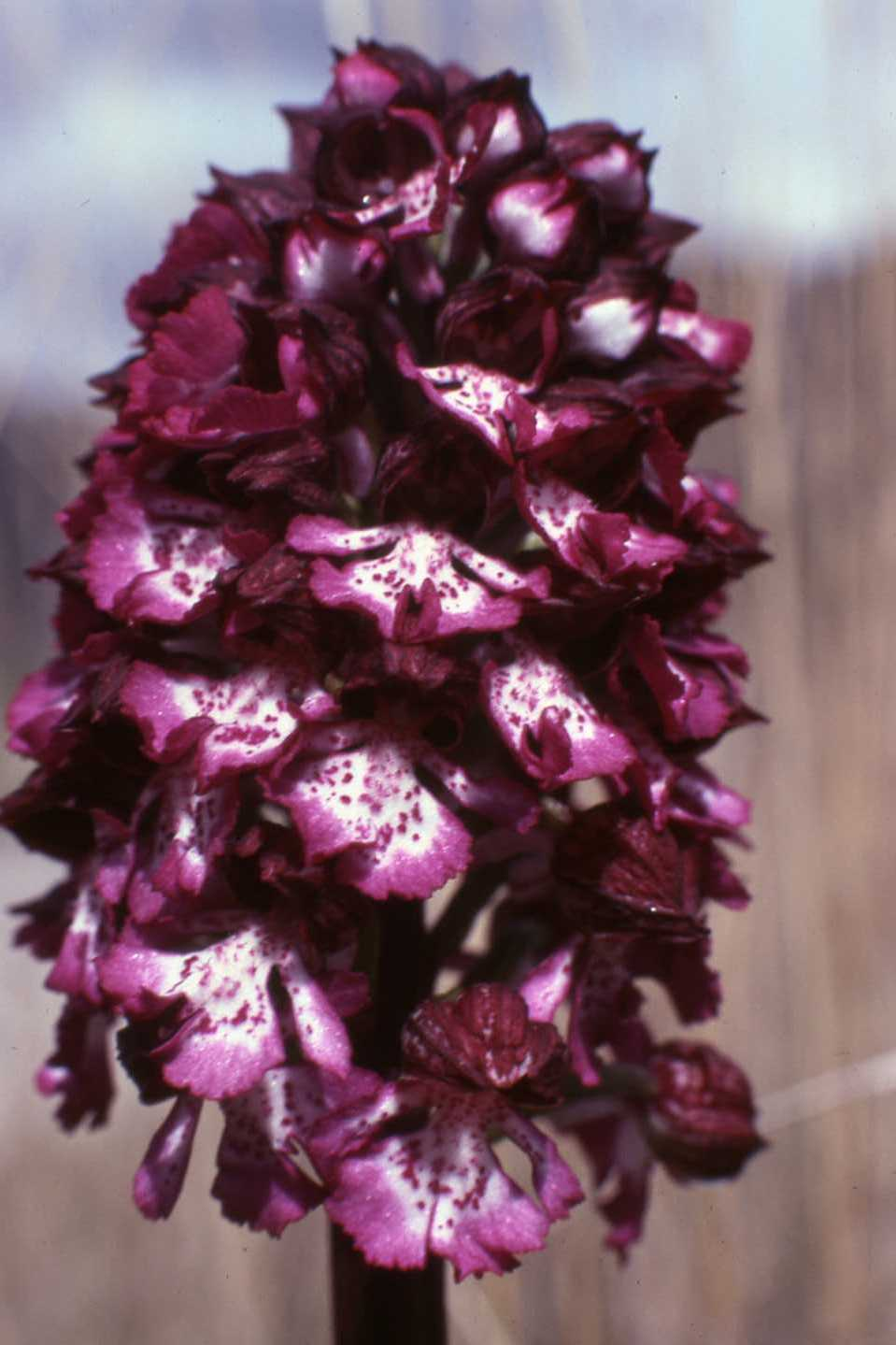
Orchis purpurea
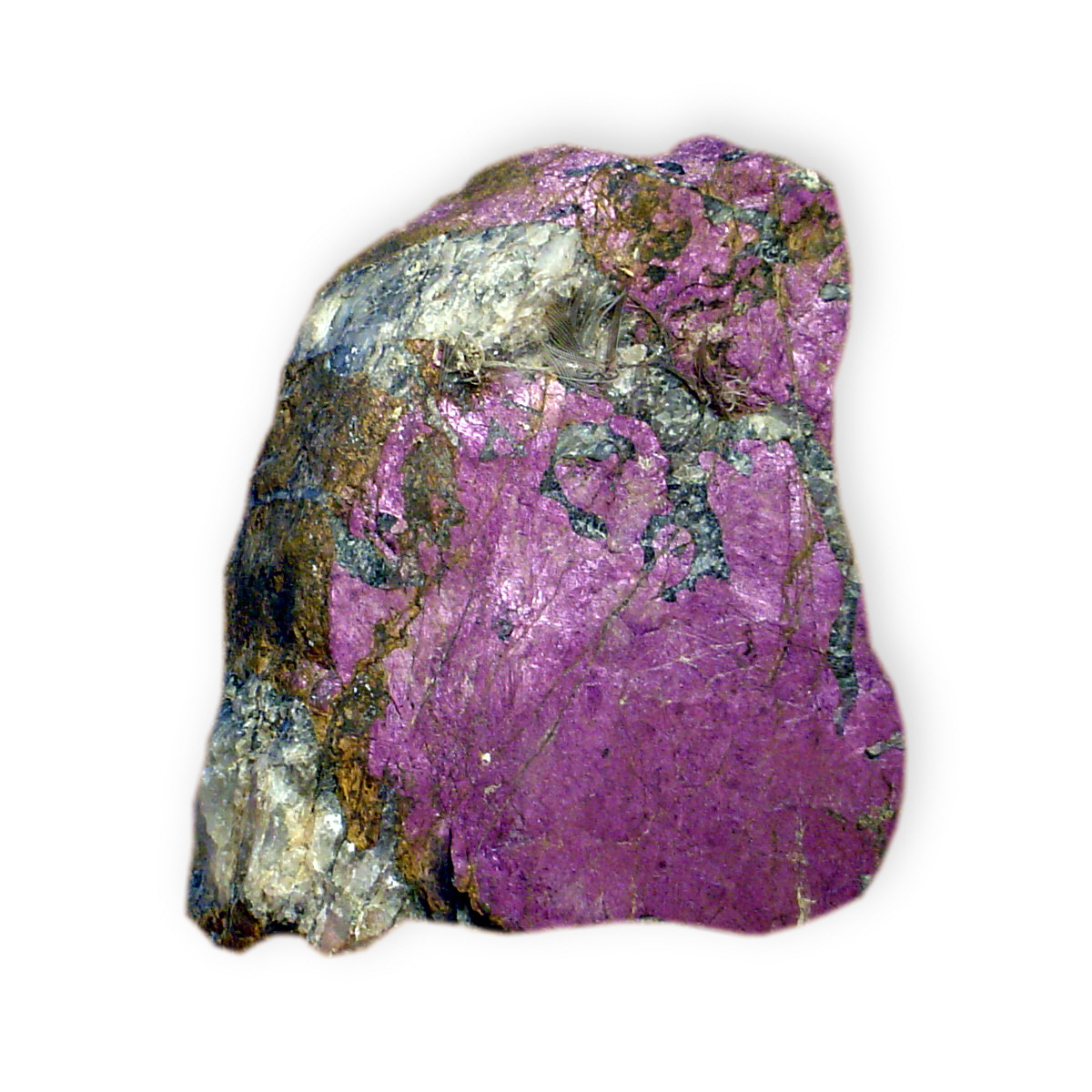
Purpurita
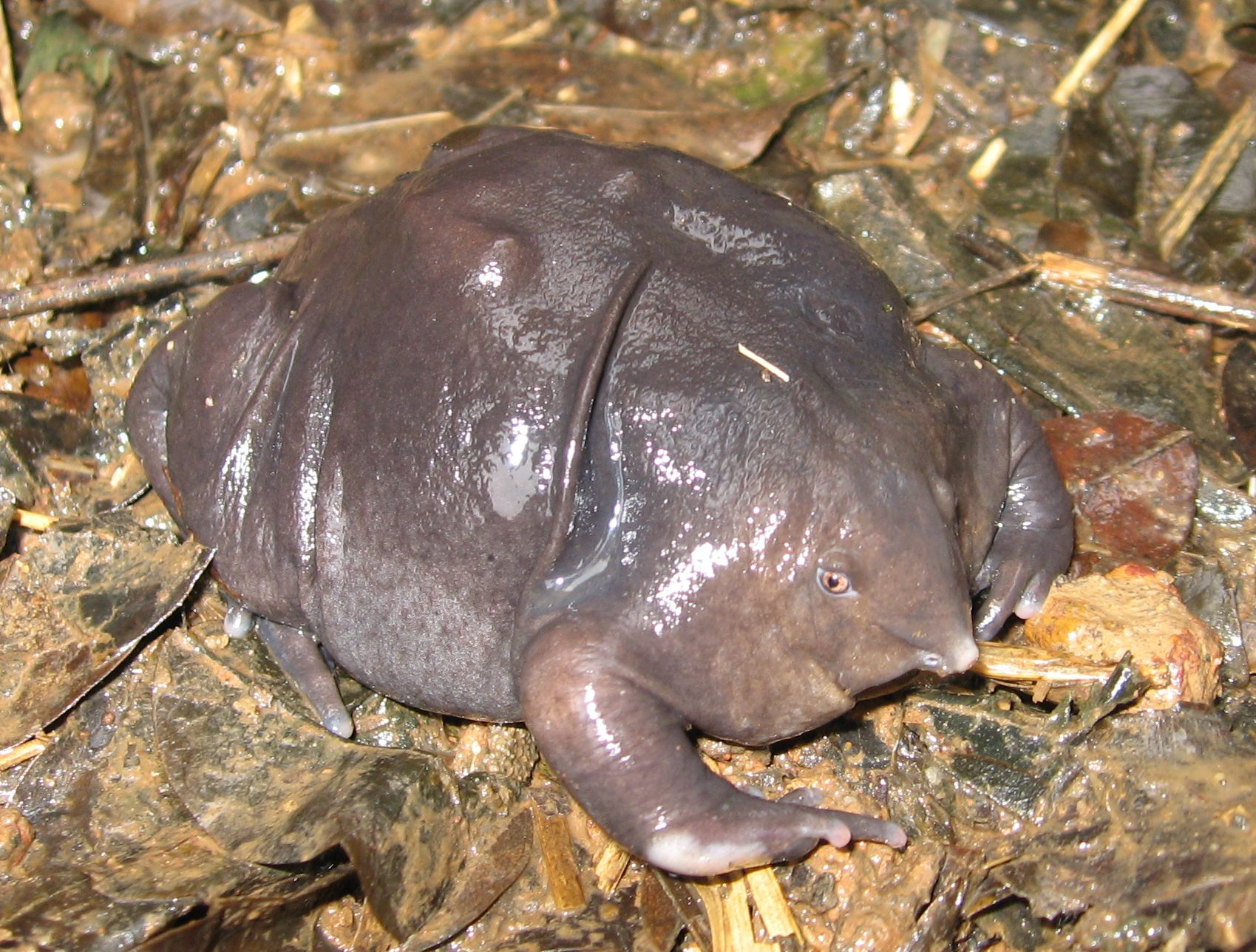
Granota porpra (Nasikabatrachus sahyadrensis)
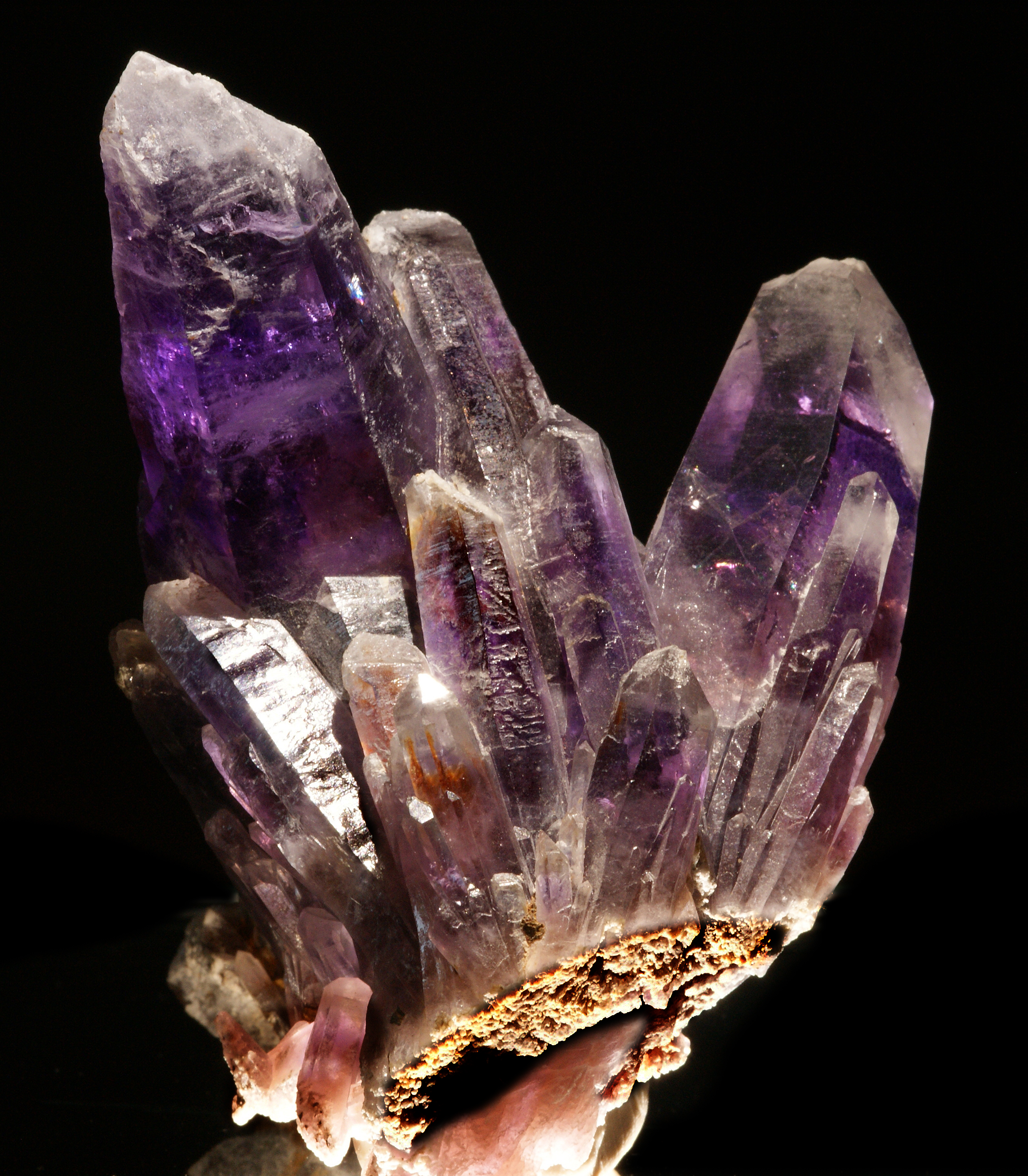
Cristalls d'ametista